# Flattus
Flattus je česká rocková kapela, hrající crossover, tedy směs převážně rocku, hardcoru, popu a folku. Těžištěm tvorby ale zůstává moderní rock. Kapela pochází z Prahy, kde působí už od roku 1995. Její složení se od počátku několikrát výrazně proměnilo. Nyní[kdy?] kapela vystupuje jako čtveřice Jiří Hašek (zpěv, akustická kytara), Tomáš Jun (kytara), Jakub Troníček (bicí) a Adam Sázavský (baskytara).
Název kapely vznikl z latinského Flatus (mj. vítr). Protože ale v České republice již existovala kapela stejného jména, která jej ale má registrované, přidáním druhého "t" se situace vyřešila.

## Historie

### 1995–1999 (počátky)
Počátky kapely sahají do června roku 1995, kdy Vladimír Jáchym (zpěv, kytara) založil Flattus společně s Karlem Bláhou (baskytara) a Robertem Keilem (bicí). V následujícím roce Flattus odehráli první koncerty, ale po osobních neshodách přišly také první personální změny. Karla Bláhu, který přestoupil do kapely Chirurgia, nahradil Honza "Poky" Pokorný, Roberta Keila Jakub Troníček, který zůstal v kapele dodnes a je tak nejdéle hrajícím členem Flattus. Od května byl v kapele navíc zpěvák Petr Sedláček, ještě ten samý rok jej ale nahradila Šárka Troníčková. V prosinci potom kapela natočila první demo.
V následujícím roce (1997) Šárka odešla, a zpěvákem se opět na krátko stal kytarista Vladimír Jáchym. Po rozlučkovém koncertě v ruzyňské Deltě Šárku vystřídala Petra Kovačíková. Honzu Pokorného vystřídal na baskytaru Michal Mečl. Na konci roku Flatus změnil jméno na Flattus, kvůli stejnojmenné kapele z Kolína, která měla svůj název registrovaný.
V roce 1998 Petra Kovačíková nejprve odešla nanečisto, poté se ale vrátila. V říjnu potom odešla definitivně, to už ale po založení kapely Flám, kde s ní na baskytaru hrál Michal Mečl.
Po odchodu Petry se tedy opět chopil mikrofonu Vladimír Jáchym (již potřetí), coby zpívající kytarista. Celý rok 1999 kapela intenzivně sháněla zpěváka, mezitím také odešel Michal Mečl, který pokračoval s Petrou Kovačíkovou ve skupině Flám. Až v prosinci se za něj podařilo nalézt odpovídající náhradu, a to Dana Pražáka. S Michalem kapela ještě stačila natočit druhé demo.

### 2000-2004 (první úspěchy, album Cizí známí)
V únoru roku 2000 za mikrofon nastupuje Lukáš Straka, který ale ještě v létě z kapely odchází. Mezitím si Dan Pražák na tři měsíce "odskočil" do Indie, místo něj na basu hraje Martin Puškař (ex-Worm's). V srpnu potom Flattus v ruzyňské zkušebně za pomoci Lukáše Martínka natáčí singl "Měsíc/Co mi chceš". První z těchto skladeb se pouští na Radiu 1 v pořadu Hard music Live.
Začátkem následujícího roku (2001) kapela jede celorepublikové turné "Kola se roztáčej a jedou 2001", které končí na festivalu Noc plná hvězd 2001 v Třinci. Během léta potom kapela natáčí na Deltě debutové album Cizí známí. To vychází v říjnu a následující rok bylo dokonce nominováno na cenu Anděl 2001 v kategorii Hard´n´heavy. O Flattus a nové desce se začíná více mluvit, vycházejí články, recenze a rozhovor v časopise Big Beng!, skladba Oheň, na kterou vzniknul také videoklip, se objevuje na prvním místě v hitparádě pořadu Hard Music na Radiu 1, kde je kapela také hostem. Oheň se hraje také na radiu Kiss 98 FM a internetovém radiu Metal. Recenze i rozhovory s kapelou se objevují stále častěji, např. v časopise Rock & Pop, internetovém serveru MusicServer.cz nebo v deníku Právo. V létě roku 2002 se kapela také objevuje na větších letních festivalech (např. Noc plná Hvězd či Benátská noc), řada koncertů je pak pod hlavičkou turné "Cizí známí Tour".
Na prvním koncertě v roce 2003 hraje s kapelou místo Dana "Dáduly" zkušený Tomáš Uhlík. V březnu potom Flattus začíná připravovat nový materiál. Singl / EP Prach. Materiál se natáčí na Deltě, za mixpultem je Lukáš Martínek a skladby otextoval Jan Martínek (bubeník 1st Choice, Povětroň, Scram!, Alice in Chains Tribute Praha, ex-Lokomotiva Planet ad.), který s kapelou nespolupracuje naposledy. EP obsahuje skladby Prach, Bez nás dvou a Paranoia. Vznikají také nové promofotografie v ateliéru Ondřeje Němce. Vycházejí také další články a recenze v časopisech Rock & Pop, Rockshock a na serveru MusicServer.cz.
V následujícím roce (2004) hraje na některých koncertech kvůli nedostatku času místo Dana na basu Jan Stříbrný. Zároveň kapela pracuje na nových skladbách a shání nového zpěváka. Také vznikl nový videoklip ke skladbě Bez nás dvou, jehož podkladem jsou koncertní záběry z festivalu Boodstock. Na tom kterém Flattus vystoupili tři roky za sebou. Také se v tomto roce vrátili na festival Noc plná hvězd. Koncerty z roku 2004 jsou pro změnu pod hlavičkou "Prach tour". V listopadu kapela konečně nachází nového charismatického zpěváka Jiřího Haška (také Mayday, Reserve), který je v kapele dodnes. Předvánoční koncerty ve společnosti Krucipüsk absolvuje kapela ale ještě v původním složení.

### 2005–2007 (album Flattus, odchod Vládi, Za Stěnou)
Rok 2005 je pro kapelu celkem důležitý – vychází nové album, nastupuje nový zpěvák a baskytarista a kapela jede větší turné.
Hned v lednu Flattus odehrávají v černošickém klubu Kino první koncert s novým zpěvákem. Na baskytaru zde hraje Jarda Michal (Czech Faith No More). Následně Flattus ve studiu Svárov natáčejí novou desku, která se jmenuje stejně jako kapela. Ke skladbě Nebezpečná potom natáčejí v klubu Delta záběry pro videoklip. Basové party k nové desce nahrává v březnu, odděleně, v domácím studiu Lukáše Martínka Marek Haruštiak (Krucipüsk). V dubnu potom deska vychází, kromě 9 skladeb obsahuje bonusovou – akustická verze Prokletá. Navíc i CD-ROM s videoklipem ke skladbě Nebezpečná, a videodokumentem z natáčení desky. Zároveň startuje turné Flattus 2005. Na něm již hraje (původně jako záskok) také nový baskytarista Daniel Matulík (Reserve, ad.). V květnu nové CD křtí v pražském klubu Rock Café slavný (nejen) bubeník Štěpán Smetáček (ex-Arakain, Vitacit, Wanastowi Vjecy, Miloš Dodo Doležal, Lucie, Krausberry, N.O.D, Druhá tráva, Lenka Dusilová, Janek Ledecký, Žentour ad.), ačkoliv měl desku původně křtít Tomáš Hájíček. Z dalších úspěchů tohoto roku lze jmenovat několik koncertů jako support Krucipüsku, vystoupení na festivalech Barvy léta, Vostrov, 3. místo v soutěži Broumovská kytara, další recenze, reportáže a články (Rock & Pop, Musiczone, Report, Musicserver.cz). Na vánočním koncertě potom hrají poprvé hit Cvok, první skladbu z připravované desky.
Rok 2006 je ve znamení letních festivalů (mj. Rock na Valníku, Basinfire Fest, Noc plná hvězd, Barvy léta, Severní Vítr – díky vítězství v soutěži Rock Kalich, Rock na Vlaníku) a skládání materiálu pro novou desku. Na jaře ale ještě Flattus odehrávají v klubu Delta výroční koncert k 10 letům kapely. Na podzim potom nové skladby začínají také hrát na koncertech. V roce 2006 také vzniká video v klubu Kain k hitu Cvok, který se objeví na albu až následující rok.
Rok 2007 je pro Flattus další zásadní – odchází poslední zakládající člen Vladimír Jáchym a kapela vydává třetí album Za stěnou.
Vláďa odchází hned v lednu, v únoru potom probíhá rozlučkový koncert symbolicky v klubu Delta. Poté, zatímco kapela shání nového kytaristu, na koncertech zaskakuje Martin Mrázek ze spřátelených 1st Choice. Ten s Flattus také nahrává v červnu ve studiu Svárov novou desku. Zpěvy se poté dotáčejí ve studiu Ygloo. Mezitím Flattus zaznamenají několik dalších úspěchů – mj. brněnské finále soutěže Nová krev společně s kapelou X-Left To Die, semifinále soutěže Česká rocková liga, soutěž Jack Daniel Music. V létě kapela vystupuje mj. na festivalu Basinfire Fest, kam se propracovala právě výhrou v základním kole soutěže Česká rocková liga. Za kompilaci Česká rocková liga 2007 obdrží kapela následně platinovou desku. Ze záběrů z festivalu je následně sestříhán videoklip ke skladbě Talkshow. Na festivalu v Postřižíně na koupališti potom s Flattus odehrává svůj první koncert Tomáš Jun, nový kytarista kapely. V říjnu potom konečně vychází nová deska Za Stěnou, zároveň startuje stejnojmenné podzimní turné. Album je kromě kvalitní hudby zajímavé z hlediska způsobu prodeje. Jako jedna z prvních kapel u nás Flattus v tomto případě přistoupili na prodej za cenu, kterou si určí sám kupující. Ve světě tímto prosluli zejména Radiohead. S novým albem opět přichází spousta rozhovorů, recenzi a článků a soutěží (např. Andělská dvacítka, deník Právo, Rockmag.cz, musicserver.cz, i-kultura.cz, Whiplash...). Křest nového alba potom probíhá 20.11. v klubu Rock Café, s účastí hostů (Honza Martínek, Martin Mrázek (oba 1st Choice), Žántí (Matahari)). Na konci roku také probíhá několik "unplugged" koncertů kapely, na nichž své skladby kapela výrazně přearanžovala.

### 2008–současnost
Na začátku roku 2008 oznamuje Dan svůj odchod z Flattus, ale několik koncertů s nimi ještě odehrává a kapela intenzivně shání náhradu. Rozhovor s kapelou vychází v únorovém čísle časopisu Rock & Pop. Také vzniká v režii Michala Skořepy (zpěv – The Fuse, Stroy, Alice in Chains Tribute, představitel Ježíše v Jesus Christ Superstar, ex-1st Choice..) videoklip ke skladbě Timeout. V tomto profesionálně vypadajícím klipu hraje na baskytaru ještě Dan, a kapela slaví velký úspěch – 1. místo v Pomeranči na ČT, klip měsíce ve Výtahu na TV Óčko. Singl Timeout se také objevuje na prestižní kompilaci Fresh Energy časopisu Report a dostává se i do různých pořadů a rádií. V dubnu si Dan ještě stačí zlomit ruku, a několik koncertů za něj zaskakuje Adam Sázavský (Broken Brain). Poté se ale Dan do kapely opět vrací. 12. 6. probíhá v klubu Futurum křest nového klipu. V létě se Flattus objevují mj. na festivalech Rock na Valníku a zejména na Benátské noci, kde sklízí obrovský potlesk. Vychází také rozhovor na RockMag.cz a Flattus se objevují v TV Rockparádě. Také odehrávají několik unplugged vystoupení.
Začátkem následujícího roku (2009) Flattus absolvují miniturné ve společnosti kapel Proximity a Sebastien. Nejvýznamnější změnou v tomto roce je složení – místo Dana definitivně na místo baskytaristy nastupuje Adam Sázavský, hrající zároveň v pražské indie-rockové kapele Broken Brain. První koncert v novém složení kapela odehrává 8.10. v pražském klubu Futurum. Na koncertech Flattus se také často objevují hosté, např. Martin "Mrazík" Mrázek (1st Choice), Marie Zicháčková (4signs) nebo Jan Martínek (1st Choice, Povětroň, Scram!, Vibrathörr a další), zejména v akustických setech, kterých opět několik odehrávají. A to už ne jen před Vánoci, ale i na některých letních festivalech.
V únoru roku 2010 nastupuje kapela do studia Svárov kde nahrává EP "V přítmí". Nahrávku produkuje Štěpán Smetáček, známý (nejen) bubeník Arakainu, Lucie, Krausberry, Anety Langerové a mnoha dalších. Jako hosté se na tomto maxisinglu kromě něj objevují také Marie Zicháčková, Lukáš Martínek, Lucie Šimková a Michal Skořepa. EP je koncepční, první částí zamýšlené trilogie, a jako bonus CD-ROM části obsahuje povídku která příběh "vysvětluje". Autorem textů i povídky je Jan Martínek. Ke skladbě I_love_You Flattus natáčejí videoklip – první část v červnu, druhou v září. Hlavní role ztvárnil Michal Skořepa, zároveň režisér, a Eva Burešová, mj. finalistka soutěže ČeskoSlovensko má talent. Křest a premiéra videoklipu probíhá 1. prosince ve Futuru, za spoluúčasti mnoha hostů (např. Olda Krejčoves, Štěpán Smetáček). Také se dostává do hitparády Alternativa TV. Nejen na letních festivalech (tento rok např. OTRock fest, Severní vítr) kapela stále častěji vystupuje akusticky, vyvrcholením je v prosinci ve zkušebně nahrávání alba "Unplugged" – druhé části trilogie. Křest alba probíhá 27.12. v Malostranské Besedě v Praze.
Rok 2011 je především ve znamení koncertování a úspěšných soutěží. Zkraje roku se Flattus objevují s novým albem a klipem např. v Rockparádě Fajn Rock Music, Public TV, recenze se objevuje mj. na rockblock.cz, dále rozhovor na serveru kultura21.cz nebo Medailon a Výtah na TV Óčko. V této soutěži končí nakonec 3. CD "Unplugged" potom vychází v dubnu 2011 a hosty jsou Marie Zicháčková (zpěv), Sash (klavír), Honza Zeman (cello) a David Kadlec (pozoun). V květnu vystupují akusticky na festivalu Mezi ploty, kde přehrávají celou desku "V přítmí", navíc je součástí vystoupení autorské čtení povídky. Největší událostí je ale soutěž YouTube fest, kde se Flattus dostávají do finále a v červnu jej pak vyhrávají. Vítězství mezi 600 dalšími videoklipy potom znamená velké koncertování pod hlavičkou YouTube Festu – nejprve po festivalech, kde kapela slaví velký úspěch. Jedná se zejména o Jam Rock, Prague City Festival, OTRock, Sázavafest a Freefest. Kromě toho také Flattus vystupují s akustickým setem na Hanspaulka fest a zavítají do Balcony TV. V listopadu kapela natáčí singl "Znamení", který si produkuje sama; o mix se ve studiu Svárov stará Lukáš Martínek. Singl vychází jen digitálně, a pokřtěný je 13.12. v Paláci Akropolis, na koncertě v rámci zimního Český YouTube fest – FLATTUS Tour.
Na jaře roku 2012 Flattus nahrávají nové EP "Hoříš", které kapele produkuje René Rypar (ex-Support Lesbiens, Eleison). 28. května je EP pokřtěno na koncertě v klubu Roxy. Před Flattus vystoupila i kapela 1st Choice, a jako host se na koncertě objevila i Eva Burešová, René Rypar (oba hostují i na EP) a Marie Zicháčková (4 Signs). Samotné EP potom vychází 4. června 2012. K titulní skladbě "Hoříš" na podzim vzniká videoklip, s Evou Burešovou v hlavní roli. 10. prosince je videoklip symbolicky pokřtěn a představen, opět v klubu Roxy. Eva a videoklip se dokonce dostal do bulváru, a tak se o kapele dozvěděla další skupina lidí. Videoklip oficiálně vychází 12. prosince, a do konce roku 2015 jej na Youtube zhlédlo více než 35 000 diváků.
Rok 2013, resp. březen a duben je ve znamení zatím asi největšího turné Flattus – společně s kapelami Škwor a Harlej a The Snuff. Kapela odehrála 13 koncertů ve velkých městech po celé ČR a celé turné ji přineslo mimo jiné další skupinu fanoušků. S tour přišla i nová image (pruhovaná trička). Klip ke skladbě "Kyrie Eleison", který vychází v září, se nahrál na turné. Na jaře také vychází kompilace dvou EP ("Hoříš", "V přítmí") s bonusem – třemi akustickými verzemi skladeb "Hoříš", "Paralelní svět" a "Mimo dav". CD vychází pod názvem "Collection 2013", a na bonusových skladbách hostují Marie Zicháčková a Jan Zemen (cello). Flattus se opět dostanou do hitparád a soutěží (Fajn Rock TV, Spark Fresh Blood). Během léta se kapela objevuje nejen na festivalech (Rock'n'Beer Fest, Broumovská kytara, Sunday Music Jam, Všichni na střelák), ale také několikrát znovu po boku kapely Škwor. Koncert k vyhlášení soutěže Spark Fresh Blood probíhá 5. listopadu v klubu Rock Café. Na konci roku (20. prosince) Flattus jako tradičně vystupují na vánočním akustickém koncertě v klubu U Staré paní.
V roce 2014 se úspěšné turné s kapelou Škwor opakuje – tentokrát obě kapely doplňují D.N.A. 12 koncertů probíhá na jaře (únor až duben), jeden potom ještě v říjnu. Na začátku roku ale kapela také vydává výzvu, kdy fanoušci mohou přispět na chod kapely, za odměnu od kapely dostanou CD, nebo např. "den s Flattus". V létě kapela tradičně absolvuje několik festivalů (Open Air Music Fest Přeštěnice, Keltská noc, Open air (Žofín patří všem generacím), Sunday Music Jam). Ze soutěží jmenujme např. Mercedes Benz Live Space. V létě také natáčí Flattus novou skladbu "Jane", během jarní tour k ní také vzniká videoklip. Na podzim odehraje kapela ještě koncert s 1st Choice a tradiční Vánoční unplugged.

## Diskografie

### Studiová alba
- 2001: Cizí známí
- 2005: Flattus
- 2007: Za stěnou
- 2016: Selfie

### EP
- 2003: Prach[6]
- 2010: V přítmí
- 2012: Hoříš

### Singly
- 2000: Co mi chceš / Měsíc[36]
- 2011: Znamení[nb 1]

### Kompilace
- 2013: Collection 2013
- 2014: Collection 2014

### Dema
- 1996: Flatus[36]
- 1999: Promo '99[36]
- 2010: Unplugged[25]

### Videoklipy
- Oheň (album Cizí známí, 2001)
- Bez nás dvou (album Prach, 2004)
- Nebezpečná (album Flattus, 2005)
- Cvok (live – klub Kain, album Za Stěnou, 2006)
- Talkshow (záběry z Basinfire Festu, album Za Stěnou, 2007)
- Timeout (album Za Stěnou, 2008)
- I_love_You (album V přítmí, 2010)
- Hoříš (album Hoříš 2012)
- Kyrie Eleison (album Hoříš 2012, klip 2013)